# Sh2-42
Sh2-42 est une petite nébuleuse en émission visible dans la constellation du Sagittaire.
Elle est située dans la partie nord-ouest de la constellation, à environ un degré au nord-ouest du nuage d'étoiles brillantes du Sagittaire (M24). La période la plus propice à son observation dans le ciel du soir se situe entre juin et novembre. Étant dans des déclinaisons modérément méridionales, son observation est facilitée par l'hémisphère sud.
Bien que la base de données SIMBAD la catalogue comme une nébuleuse planétaire, il s'agirait en réalité d'une région H II située sur le bras du Sagittaire à une distance d'environ 2 200 pc (∼7 180 al) du système solaire. Le responsable de l'ionisation de ses gaz serait HD 166287, une supergéante bleue de classe spectrale B1Ib et d'une magnitude apparente de 7,90,. Dans le catalogue Avedisova, elle est indiquée comme faisant partie d'une région de formation d'étoiles qui comprend également le nuage moléculaire 13,34+01,00.
Si l'estimation de 2 200 parsecs est correcte, Sh2-42 serait physiquement lié à l'association OB Sagittaire OB4, avec les nuages voisins Sh2-38, et Sh2-41.